# 고백 (2015년 영화)
"고백"은 2015년에 개봉한 대한민국의 영화이다.

## 캐스팅
- 김영호 : 유상우 역
- 윤인조 : 임윤희 역
- 최철호 : 이민식 역
- 추소영 : 서미현 역
- 김은환 : 박 교수 역
- 박민규 : 이상욱 역
- 김경남 : 김현민 역
- 김동학 : 옆집백수 역
- 안태광 : 의사 역
- 여혜진 : 간호사 역